# カリーム・ウラー
カリーム・ウラー・カーン（英: Kaleem Ullah Khan, ウルドゥー語: کلیم الله خان,
1992年9月20日 - ）は、パキスタン・チャマン出身のサッカー選手。

## 来歴
2013年、AFCプレジデンツカップ2013のイェージンFC戦で1試合5ゴールを記録した。カリームはドルドイ・ビシュケクのミルラン・ムルザエフに次ぐ大会得点ランキング2位の7ゴールを決め、KRLの準優勝に貢献した。
2014年、キルギス・リーグのドルドイ・ビシュケクに5ヵ月契約で移籍した。カリームは2014シーズンのリーグ得点王（18ゴール）になり、チームもリーグ戦、カップ戦、スーパーカップ戦の国内3冠を達成した。同年7月、新たに2016シーズン終了までの2年契約に合意した。1000万ルピーの2年契約とされ、キルギス・リーグで最も高年俸選手の1人になった。
2015年6月18日、USLプロフェッショナルリーグ所属のサクラメント・リパブリック移籍が発表された。カリーム・ウラーはアメリカ合衆国のプロサッカークラブと契約した最初のパキスタン出身選手となった。

## 所属クラブ
- KRL 2009-2014
- ドルドイ・ビシュケク 2014-2015
- サクラメント・リパブリック 2015-

## 代表歴
- パキスタン代表 2011-

## タイトル

### クラブ
KRL
- パキスタン・プレミアリーグ 優勝 (3) : 2009, 2011, 2012-13
- パキスタン・ナショナル・フットボール・チャレンジカップ（英語版） 優勝 (4) : 2009, 2010, 2011, 2012
- AFCプレジデンツカップ 準優勝 (1) : 2013

ドルドイ・ビシュケク
- キルギス・リーグ 優勝 (1) : 2014
- キルギス・カップ 優勝 (1) : 2014
- キルギス・スーパーカップ（英語版） 優勝 (1) : 2014

### 個人
- パキスタン・プレミアリーグ 得点王 (1) : 2012-13 (23ゴール)
- キルギス・リーグ 得点王 (1) : 2014 (18ゴール)